# Premi BAFTA 1978
I premi della 31ª edizione dei British Academy Film Awards furono conferiti il 16 marzo 1978 dalla British Academy of Film and Television Arts alle migliori produzioni cinematografiche del 1977.

## Vincitori e candidati

### Miglior film
- Io e Annie (Annie Hall), regia di Woody Allen
- Quell'ultimo ponte (A Bridge Too Far), regia di Richard Attenborough
- Quinto potere (Network), regia di Sidney Lumet
- Rocky, regia di John G. Avildsen

### Miglior regista
- Woody Allen – Io e Annie (Annie Hall)
- Richard Attenborough – Quell'ultimo ponte (A Bridge Too Far)
- John G. Avildsen  – Rocky
- Sidney Lumet – Quinto potere (Network)

### Miglior attore protagonista
- Peter Finch – Quinto potere (Network)
- Woody Allen – Io e Annie (Annie Hall)
- William Holden – Quinto potere (Network)
- Sylvester Stallone – Rocky

### Migliore attrice protagonista
- Diane Keaton – Io e Annie (Annie Hall)
- Faye Dunaway – Quinto potere (Network)
- Shelley Duvall – Tre donne (3 Women)
- Lily Tomlin – L'occhio privato (The Late Show)

### Miglior attore non protagonista
- Edward Fox – Quell'ultimo ponte (A Bridge Too Far)
- Colin Blakely – Equus
- Robert Duvall – Quinto potere (Network)
- Zero Mostel – Il prestanome (The Front)

### Migliore attrice non protagonista
- Jenny Agutter – Equus
- Geraldine Chaplin – Welcome to L.A.
- Joan Plowright – Equus
- Shelley Winters – Stop a Greenwich Village (Next Stop, Greenwich Village)

### Migliore attore o attrice debuttante
- Isabelle Huppert – La merlettaia (La dentellière)
- Olimpia Carlisi – Il centro del mondo (Le milieu du monde)
- Jeannette Clift – The Hiding Place
- Saverio Marconi – Padre padrone

### Migliore sceneggiatura
- Woody Allen, Marshall Brickman – Io e Annie (Annie Hall)
- Paddy Chayefsky  – Quinto potere (Network)
- Peter Shaffer – Equus
- Sylvester Stallone – Rocky

### Migliore fotografia
- Geoffrey Unsworth – Quell'ultimo ponte (A Bridge Too Far)
- Christopher Challis – Abissi (The Deep)
- Giuseppe Rotunno – Il Casanova di Federico Fellini
- Peter Suschitzky – Valentino

### Migliore scenografia
- Danilo Donati, Federico Fellini – Il Casanova di Federico Fellini
- Ken Adam – La spia che mi amava (The Spy Who Loved Me)
- Philip Harrison – Valentino
- Terence Marsh – Quell'ultimo ponte (A Bridge Too Far)

### Migliori musiche (Anthony Asquith Award for Film Music)
- John Addison – Quell'ultimo ponte (A Bridge Too Far)
- Marvin Hamlisch – La spia che mi amava (The Spy Who Loved Me)
- Richard Rodney Bennett – Equus
- Paul Williams, Barbra Streisand, Kenny Ascher, Rupert Holmes, Leon Russell, Kenny Loggins, Alan Bergman, Marilyn Bergman, Donna Weiss – È nata una stella (A Star Is Born)

### Miglior sonoro (Best Sound)
- Peter Horrocks, Gerry Humphreys, Simon Kaye, Robin O'Donoghue, Les Wiggins – Quell'ultimo ponte (A Bridge Too Far)
- Jack Fitzstephens, Marc Laub, Sanford Rackow, James Sabat, Dick Vorisek – Quinto potere (Network)
- Robert Glass, Robert Knudson, Marvin I. Kosberg, Tom Overton, Josef von Stroheim, Dan Wallin – È nata una stella (A Star Is Born)
- Kay Rose, Michael Colgan, James Fritch, Larry Jost, Richard Portman – New York, New York

### Miglior montaggio
- Ralph Rosenblum, Wendy Greene Bricmont – Io e Annie (Annie Hall)
- Antony Gibbs – Quell'ultimo ponte (A Bridge Too Far)
- Richard Halsey e Scott Conrad – Rocky
- Alan Heim – Quinto potere (Network)

### Migliori costumi
- Danilo Donati – Il Casanova di Federico Fellini
- Michael Annals, Patrick Wheatley – Joseph Andrews
- Shirley Russell – Valentino
- Theadora Van Runkle – New York, New York

### Miglior cortometraggio

#### Best Short Factual Film
- The Living City, regia di Phillip De Normanville, Sarah Erulkar
- Pipeline Alaska, regia di John Armstrong
- Reflections: Ireland, regia di Paddy Carey
- The Shetland Experience, regia di Derek Williams

#### Best Short Fictional Film
- The Bead Game, regia di Ishu Patel
- Le château de sable, regia di Co Hoedeman
- The Chinese Word for Horse, regia di Kate Canning